# Quinto Vicentino
Quinto Vicentino is een gemeente in de Italiaanse provincie Vicenza (regio Veneto) en telt 5796  inwoners (2020). De oppervlakte bedraagt 17,4 km², de bevolkingsdichtheid is 287 inwoners per km².
De volgende frazioni maken deel uit van de gemeente: Lanzè, Valproto, Villaggio Monte Grappa.

## Demografie
Quinto Vicentino telt ongeveer 1772 huishoudens. Het aantal inwoners steeg in de periode 1991-2001 met 12,9% volgens cijfers uit de tienjaarlijkse volkstellingen van ISTAT.
| Jaar | Inwoneraantal |
| ---- | ------------- |
| 1991 | 4109          |
| 2001 | 4641          |

## Geografie
Quinto Vicentino grenst aan de volgende gemeenten: Bolzano Vicentino, Gazzo (PD), San Pietro in Gu (PD), Torri di Quartesolo, Vicenza.

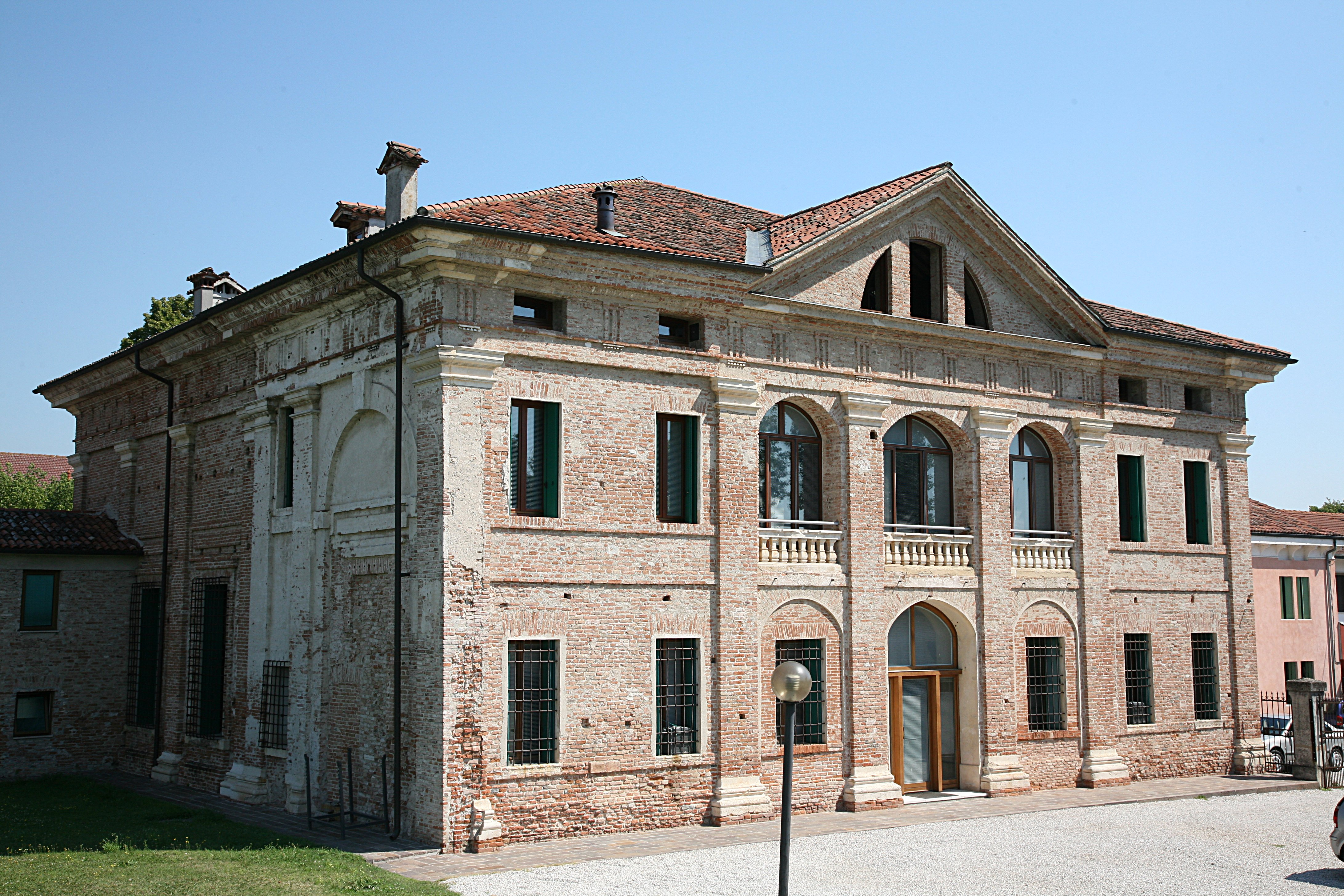
Villa Thiene in Quinto Vicentino

## Geschiedenis
In 1545 - 1546 werd hier de Villa Thiene gebouwd door Andrea Palladio.
Tot 1867 heette de gemeente gewoon Quinto